# Bino Fabule
Pour plus de détails, voir Fiche technique et Distribution.
Bino Fabule est un film d'animation en coproduction Québec-France-Belgique réalisé par Réjeanne Taillon, sorti en 1988.

## Fiche technique
- Scénarisation : Nicole Lenche, Jean-Pierre Liccioni, Réjeanne Taillon
- Réalisation : Robert Lombaerts, André Roussil, Réjeanne Taillon
- Dates de sortie :
  - 23 septembre 1988 au Carrousel international du film de Rimouski[1]
  - 6 octobre 1989 (en salles)[2]
  - 1er février 1990 à Super Écran

## Voix
- Pietro Pizzuti : Bino Fabule[3]
- Claudine Chatel : Flûte
- Violette Chauveau : Clair-de-lune
- Benoît Dagenais : Potassium
- Jean Fontaine : Pot-Pourri
- Ronald France : Potosaure / Capitaine
- Roseline Hoffmann : Chopinette
- Marie-Chantal Labelle : Petite Chopinette
- Élizabeth Lesieur : Torticolis
- Daniel Lesourd : Tambour
- Johanne Léveillé : Cloche
- Christine Olivier : Petite fille
- Mireille Thibault : Apothéose
- Madeleine Arsenault : Alpha

## Récompenses
- Prix Gémeaux 1992 : Meilleure émission ou série d'animation